# Швайка Михайло Андрійович
Михайло Андрійович Швайка (23 листопада 1931, с. Августівка, нині Тернопільський район Тернопільська область — 16 грудня 2018, м. Київ) — народний депутат Верховної Ради України I скликання, член Асоціації депутатів Верховної Ради України, доктор економічних наук, професор, академік Академії економічних наук України.
Ініціатор впровадження української національної валюти гривня. Скликав групу художників, які розробили дизайн купюр і монет України.

## Життєпис
Народився 23 листопада 1931 року в селі Августівка (нині — Козівський район, Тернопільська область) в родині селянина; українець.
Член ОУН (з 1949); Київський міжнародний університет, проректор з наук. роботи (з 01.1996); науковий консультант Комітету ВР України з питань економічної політики, управління народного господарства, власності та інвестицій (з 09.1994).
Освіта: Львівський торговельно-економічний інститут (вступив у 1948 році), торговельно-економічний факультет (1949—1953), економіст. Курси підготовки викладачів основ марксизму-ленінізму, політекономії і філософії Міністерства вищої освіти СРСР при Київському університеті імені Тараса Шевченка (1953—1954), викладач політекономії вишів. Аспірант при кафедрі політичної економії Львівського державного університету імені Івана Франка (1957—1959).
Доктор економічних наук (2001), професор (2003). Кандидатська дисертація «Ціноутворення в промисловості України» (1960). Докторська дисертація «Шляхи становлення і зміцнення грошово-кредитної і банківської системи України» (2001).
03.1998 — кандидат у народні депутати України від НРУ, № 145 в списку. На час виборів: науковий консультант Верховної Ради України, член НРУ.
03.1994 — кандидат у народні депутати України, Золочівський виборчій округ № 277, Львівська область, висунутий виборцями, 1-й тур — 0,88 %, 10 місце з 16 претендентів.
Народний депутат України 12(1)-го скликання з 03.1990 (1-й тур) до 04.1994, Золочівський виборчій округ № 273, Львівська область. Заступник голови Комісії з питань економічної реформи, голова підкомісії з питань грошово-кредитної політики і банк. справи. Входив до Народної Ради, фракції НРУ.
- 09.1954-09.1957 — старший викладач політекономії Львівського інституту прикладного і декоративного мистецтва.
- 09.1957-09.1959 — аспірант кафедри політекономії Львівського державного університет.
- 09.1959-09.1961 — науковий працівник відділу економіки Інституту суспільних наук АНУ, місто Львів.
- 09.1961-09.1973 — декан економічного факультету, доцент кафедри політекономії Львівського сільськогосподарського інституту.
- 09.1973-03.1976 — звільнений з роботи за науково-теоретичну та політичну діяльність, безробітний.
- 03.1976-03.1990 — старший науковий працівник Львівського відділу Інституту економіки АНУ.

З 03.1990 — народний депутат Львівської облради, голова економічної комісії.
З 04.1992 — член наглядової ради НБУ. 05.1994-01.1996 — економічний радник Голови правління НБУ.
1949 — перший арешт. За науково-теоретичну і політичну діяльність тричі був звільнений з роботи.
Входив до складу організаційного комітету з підготовки Установчого з'їзду НРУ, з 09.1989 — член Великої ради Руху, заступник голови Львівської крайоної ради Руху. Брав участь у створені ДемПУ. 1990—1994 — член Національної ради ДемПУ, 12.1990-12.1992 — заступник голови ДемПУ.
Член ДемПУ (1990—1995).
Член Всеукраїнського товариства політичних в'язнів і репресованих.
Член Асоціації народних депутатів України.
Академік Академії економічних наук України (1995).
З 1995 року — Радник голови правління Національного Банку України.
Державний службовець 1-го рангу (05.2002). Помер 16 грудня 2018 року, похований у Київській області.

## Нагороди
- Орден «За заслуги» ІІІ ступеня (08.1997);
- Лауреат премії за підготовку програми грошової реформи (03.1996);
- Медаль «Захиснику Вітчизни» (10.1999);
- медаль ВР України «10 років Незалежності України» (12.2001);
- Золота медаль імені М. І. Туган-Барановського (05.2002);
- Заслужений діяч науки і техніки України (06.2006).

## Доробок
Автор (співавтор) близько 500 праць (проблеми ринкової економіки, фінансово-кредитні інструменти та регулятори), зокрема книг: «Суть та функції грошей при соціалізмі» (1968), «Фінанси і кредит в СРСР (теоретичний нарис про суть та роль грошей)» (1970), «Економічні методи прискорення відтворювальних процесів» (1979), «Господарський розрахунок і його роль в управлінні економікою» (1980), «Яка банківська система потрібна Україні (до концепції становлення та розвитку банківської системи в Україні)» (1995), «Чому в Україні повсюдно бракує грошей? (Нові підходи до грошово-кредитної політики і зміни принципів діяльності банків)» (1998), «Банківська система України: шляхи реформування» (2000), «Українська гривня (історія грошей через призму боротьби за незалежність України)» (2004), «Шляхи докорінної перебудови і реформування банківської системи України (лихварська банківська система — гальмо на шляху ринкових реформ, підприємництва і відродження України)» (2004), «Гроші України: труднощі з їх запровадженням і функціонуванням» (2005), «Нариси з історії економічних поглядів» (2006).
Автор (співавтор) праць: «Концепція перебудови банківської системи» (1996), «Концепція удосконалення грошово-кредитної політики і зміни принципів діяльності банків» (1999). Співавтор першої програми реформування економіки України, схваленої Верховною Радою України (1991).

## Родина
Був двічі одружений. Має трьох дітей.